# St. Matthias (Hackenberg)

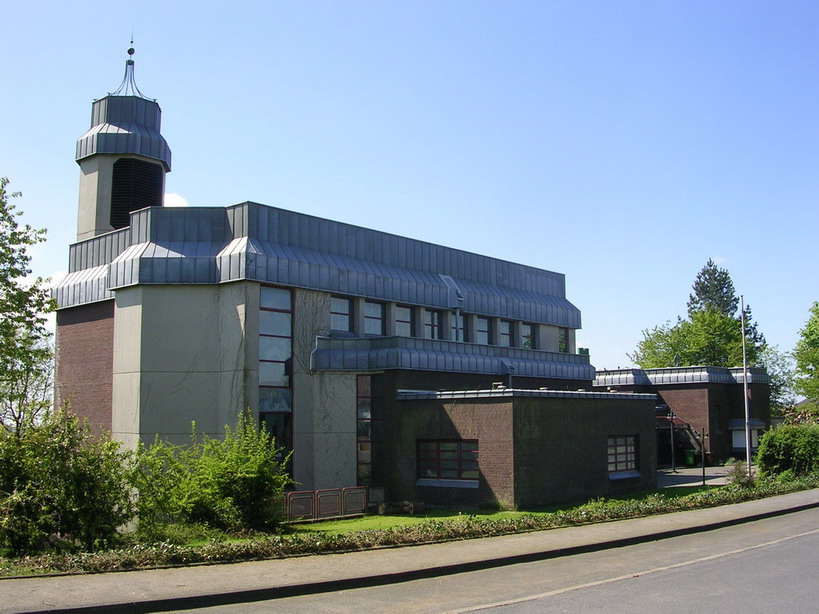
Kirche

Die römisch-katholische Kirche St. Matthias in Bergneustadt-Hackenberg im Oberbergischen Kreis ist dem Heiligen Matthias geweiht und wurde 1981 eingeweiht. Sie wurde 1978 nach Plänen des Architekturbüros Hanns Fritz Hoffmanns entworfen und ist heute eine Filialkirche der Bergneustädter St.-Stephanus-Kirche.

## Gebäude
Da das Kirchengrundstück eine Hanglage hat, konnte das Gemeindezentrum in das Untergeschoss verlegt werden. Der Eingang in den Kirchenraum befindet sich an der Nordseite. An der Ostwand des östlichen Seitenschiffes, befindet sich eine Darstellung des Kirchenpatron St. Matthias. Die Fenster stammen von dem Künstler Hubert Schaffmeister: Links in dem Tabernakelraum befindet sich ein Fenster mit Symbolen der Brotvermehrung. Rechts in dem Tabernakelraum befindet sich ein Fenster mit einem Motiv von der Hochzeit von Kanaa. In der Westwand befindet sich ein Fenster mit einem Motiv der Apokalypse. Hinter dem Altar an der Chorwand hängt ein modernes Kruzifix von Egbert Verbeek, der auch den Tabernakel gestaltete. In einer Nische der Südwand befindet sich eine Schutzmantelmadonna.
Der achteckige Glockenturm ist aus Sichtbeton gestaltet.

## Orgel
Die Orgel wurde von dem Orgelbauer Romanus Seifert aus Kevelaer gebaut und 1998 geweiht. Das Schleifladen-Instrument hat 20 Register auf zwei Manualen und Pedal. Die Spieltrakturen sind mechanisch und die Registertrakturen elektrisch.
| I Hauptwerk C–g3 |              |       |
| 1.               | Principal    | 8’    |
| 2.               | Flöte        | 8’    |
| 3.               | Octave       | 4’    |
| 4.               | Traversflöte | 4’    |
| 5.               | Gemshorn     | 2’    |
| 6.               | Cornet V     | 8’    |
| 7.               | Mixtur IV    | 1 ⁄3′ |
| 8.               | Trompete     | 8’    |

| II Schwellwerk C–g3 |               |        |
| 9.                  | Bordun        | 8’     |
| 10.                 | Salicional    | 8’     |
| 11.                 | Vox coelestis | 8’     |
| 12.                 | Blockflöte    | 4’     |
| 13.                 | Nazard        | 2 ⁄3′  |
| 14.                 | Doublette     | 2’     |
| 15.                 | Terz          | 1 3⁄5′ |
| 16.                 | Schalmei      | 8’     |
|                     | Tremolo       |        |

| Pedal C–f1 |            |     |
| 17.        | Subbass    | 16’ |
| 18.        | Octavbass  | 8’  |
| 19.        | Fagott     | 16’ |
| 20.        | Choralbass | 4’  |

- Koppeln: II/I, I/P, II/P

## Vorgeschichte
Mit zunehmender Ansiedlung von Menschen auf dem Hackenberg wurde die Errichtung einer eigenen Pfarrei sinnvoll. Zuerst nutzten die Katholiken das 1970 errichtete provisorische evangelische Gemeindehaus, das neben der Hackenberger Grundschule lag, mit. Nachdem die evangelische Kirchengemeinde zum 1. Advent 1976 in ihr neu errichtetes Gemeindecentrum umgezogen war, war die katholische Pfarrgemeinde alleinige Nutzerin des Gebäudes. Dieser Bau wurde später abgerissen. Auf Initiative des aus den Niederlanden stammenden katholischen Priesters Pater Habets und seines evangelischen Kollegen Wolfgang von Woyski wurde über eine Simultankirche mit Gemeindezentrum für Evangelische und Katholiken nachgedacht. Das Erzbistum Köln lehnte diese Überlegungen jedoch ebenso ab wie die danach verfolgte Idee, dass ein gemeinsames Gemeindehaus unmittelbar zwischen den beiden Kirchen gebaut werden könnte. Danach gab die evangelische Kirchengemeinde ihren Plan, das Gemeindecentrum auf der Höhe, auf der sich heute St. Matthias befindet, zu bauen auf, verkaufte einen Teil ihres dortigen Grundstücks an die Pfarrei St. Matthias und entschied sich nun für die Hackenberger Ortsmitte.
Die Pfarrwohnung und Gemeinderäume der katholischen Gemeinde befanden sich bis 1981 in angemieteten Räumlichkeiten in der Hackenberger Ortsmitte.